# Eblisia bennigseni
Eblisia bennigseni är en skalbaggsart som beskrevs av Heinrich Bickhardt 1912. Eblisia bennigseni ingår i släktet Eblisia och familjen stumpbaggar. Inga underarter finns listade i Catalogue of Life.